# Mohoua novaeseelandiae
El mohoua pipipí (Mohoua novaeseelandiae) es una especie de ave paseriforme de la familia Mohouidae endémica de la Isla Sur de Nueva Zelanda. Es un pequeño pájaro insectívoro, que captura insectos de las ramas y hojas de las plantas. Poseen fuertes patas y falanges con los que se sostienen cabeza abajo mientras se procuran su alimento.